# Варнус, Эгон
Эгон Варнус (15 ноября 1933, Будапешт — 26 июня 2008, Будапешт) — венгерский шахматный мастер, писатель.

## Биография
Варнуш участвовал в пяти чемпионатах Венгрии по шахматам: в 1958, 1961, 1963, 1965 и 1966 годах. В 1966 году он показал свой лучший результат в карьере с результатом 10,5/18, заняв 6-е место. Варнуш разделил 2—3-е места в турнире венгерских игроков в Шальготарьяне 1978 года с результатом 10/13.

## Шахматная карьера
Он начал играть в возрасте 14 лет. Он стал мастером в возрасте 23 лет.

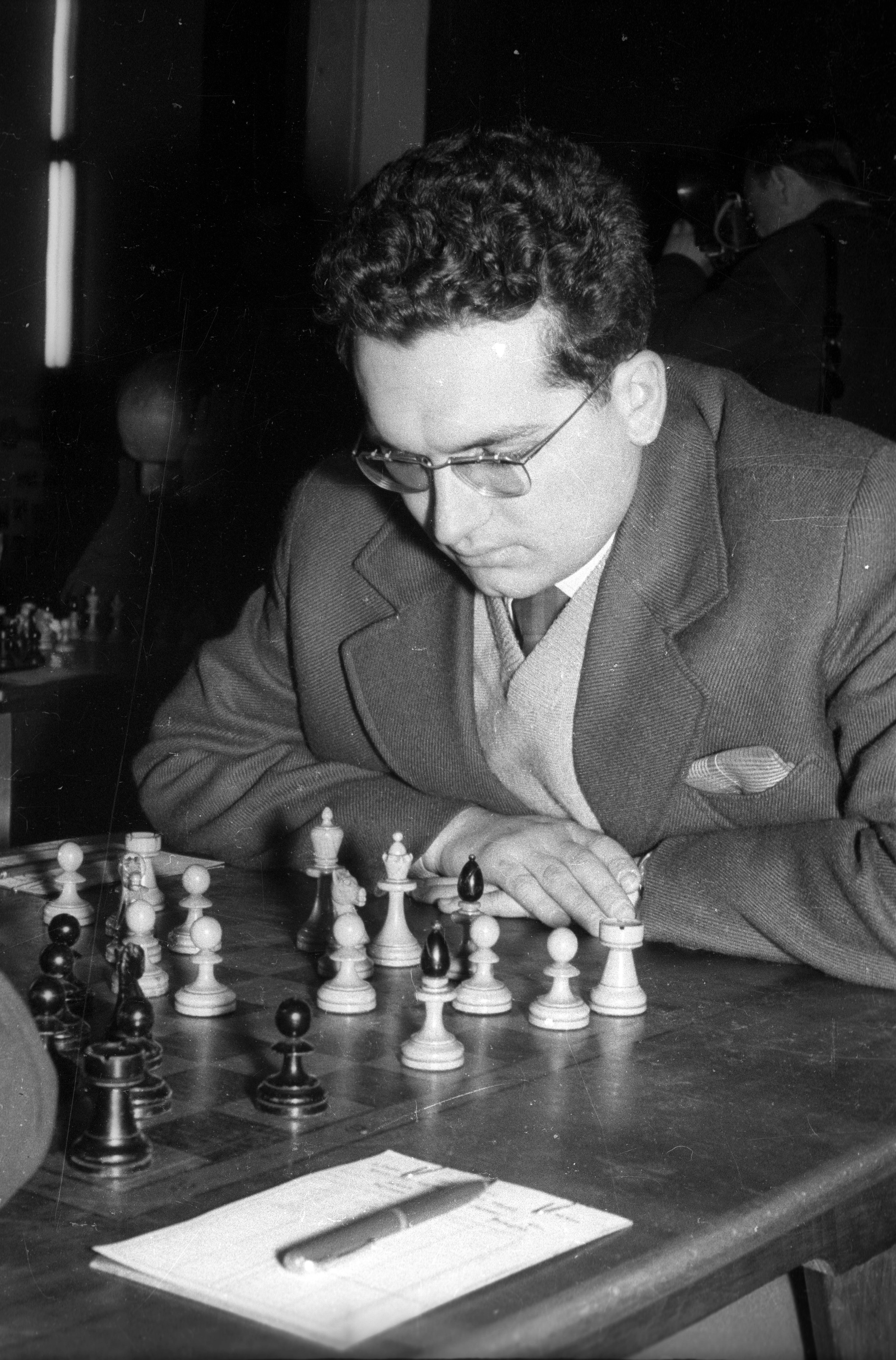
В 1959 году в финале чемпионата страны

Он семь раз выходил в финал чемпионата Венгрии. В чемпионате страны 1961 года Варнус выиграл партию у Ласло Сабо, 9-кратного чемпиона Венгрии и участника трёх турниров претендентов. Варнус выступал за будапештские команды «Спартак» и МТК, неоднократно побеждал в их составе в командном чемпионате Венгрии. В составе «Спартака» участник двух розыгрышей Кубка европейских клубов: 1975—1976 гг. (сыграл 5 партий: 4 победы, 1 ничья) и 1978—1979 гг. (сыграл одну партию, в 1/8 финала). В обоих этих розыгрышах венгерская команда разделила 3—4-е места, проиграв в полуфинале. В 1960 году играл в матче Италия — Венгрия, прошедшем в Реджо-Эмилии. В 1961 и 1962 гг. выступал за команду Будапешта в матчах с командой Варшавы.
В 1977 году он завоевал титул чемпиона Будапешта. В 1983 году он стал мастером ФИДЕ.
Лучший результат, достигнутый Варнусом в рейтинге ФИДЕ, составил 2415 очков (в 1975 году), что соответствовало 309-му месту в мире. Согласно неофициальным расчётам сайта Chessmetrics, рейтинг на июль 1968 года у Варнуса составлял 2501 очко (195-е место в мире).

## Писательство
Варнус наиболее известен как шахматный писатель, автор книг, изданных на венгерском, немецком и английском языках.